# Wollerau
Wollerau är en ort och kommun i distriktet Höfe i kantonen Schwyz, Schweiz. Kommunen har 7 568 invånare (2023).